# Hamán Ben Abbad
El Hamán Ben Abbado Hamán Ibn Abbades un hamán histórico situado en la medina de Fez, Marruecos. Está situado en el barrio de Kettanin, al sur de la Zauía de Moulay Idris, cerca del Funduq Kettanine. El hamán data del siglo XIV y fue restaurado recientemente durante un importante programa de rehabilitación que abarcó varios monumentos históricos de la ciudad.Su nombre proviene de un valí local asociado con el edificio, y se creía que las aguas del hamán tenían propiedades curativas. Accediendo desde el norte, el hamán tiene la serie habitual de habitaciones heredadas del modelo del termas romanas: una sala para desvestirse (equivalente a un apoditerio), una sala fría (frigidarium), una sala templada (tepidarium) y una sala caliente (caldarium). El hamán formaba parte del habiz de la mezquita de al-Qarawiyyin.